# 無畏號海、空暨太空博物館
無畏號海、空暨太空博物館（英語：The Intrepid Sea, Air & Space Museum）是美国纽约市的军事和航海史博物馆。位于曼哈顿地狱厨房46街的86号码头。该博物馆展示了无畏号航空母舰、USS Growler潛艇、协和飞机和洛克希德A-12超音速侦察机。2011年4月12日，企业号航天飞机成為該博物館館藏。
该博物馆始建于1982年，并为改造设施于2006年关闭了两年。在2008年11月8日重开。

## 流行文化

### 电影
- 《驚天奪寶》（2004年）
- 《我是傳奇》（2007年）

### 电视节目
- 《伟大搬运者》：Intrepid: On the Move（2007年，历史频道）

### 电子游戏
- 《全境封锁》（1.8版本更新加入。育碧）